# رأس قمرت

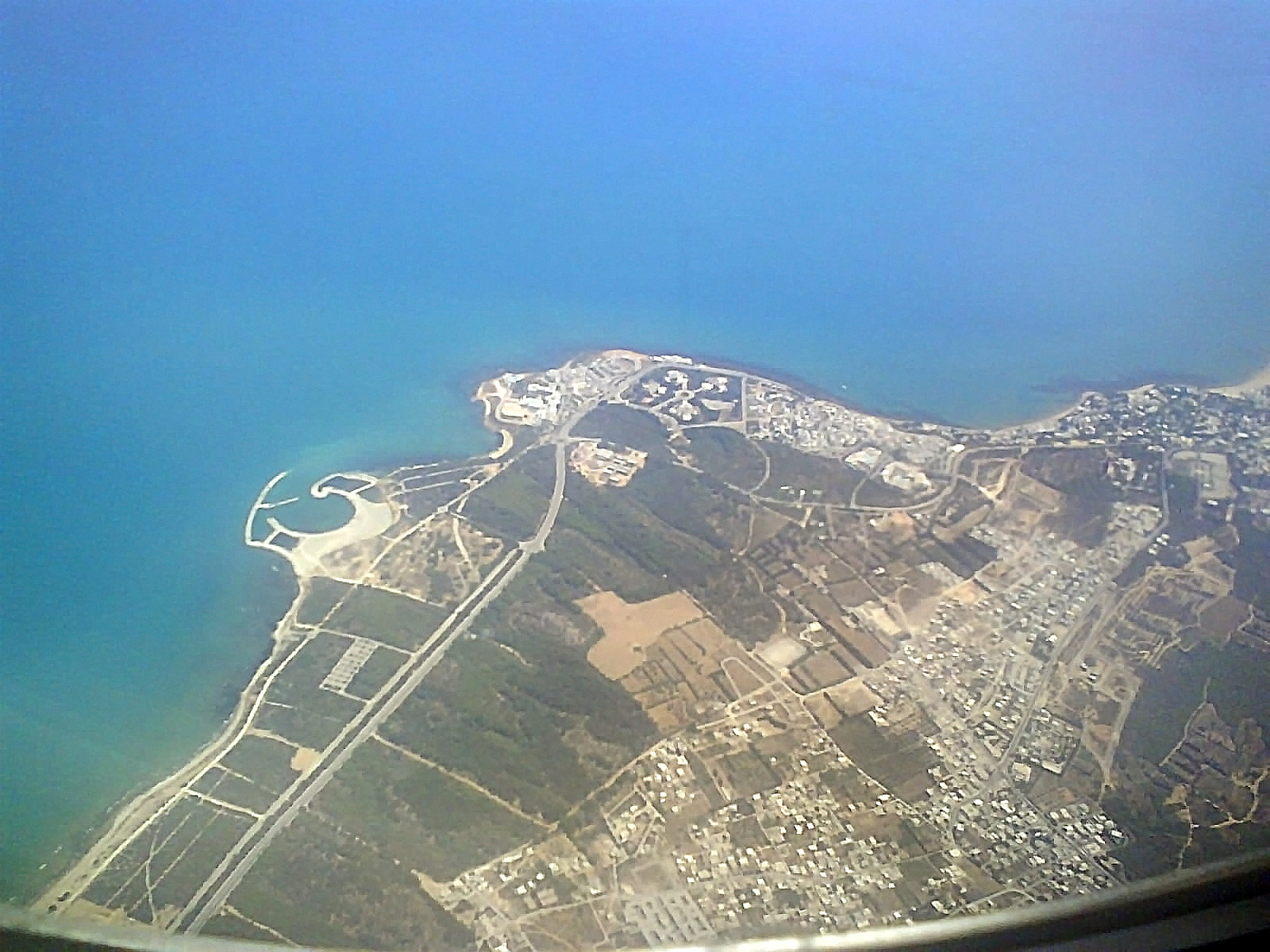
صورة جوية لرأس قمرت

رأس قمرت أحد رؤوس الساحل الشرقي للبلاد التونسية، يقع قرب مدينة قمرت، وهو يتبع إداريا لولاية تونس.